# John Lightfoot (théologien)
Pour les articles homonymes, voir Lightfoot.
John Lightfoot (29 mars 1602 - 6 décembre 1675) est un prêtre anglais, recteur et vice-Chancelier du collège St Catharine à Cambridge. Théologien et premier hébraïsant de son temps, il essaya de concilier les deux principales légendes de la Genèse, en disant que « des animaux purs, il y en eut sept de chaque sorte créés, trois couples pour la reproduction, et le septième pour le sacrifice d'Adam à sa chute, prévue par Dieu, et que des animaux impurs un seul couple fut créé ». En 1647, il estima la date de la création de la terre à 3928 av. J.-C..